# Dolní Brusnice
Dolní Brusnice là một làng thuộc huyện Trutnov, vùng Královéhradecký, Cộng hòa Séc.